# شعار تيمور الشرقية
يعد شعار تيمور الشرقية الوطني أحد الرموز الوطنية لتيمور الشرقية.

## التاريخ

### الاستعمار البرتغالي (1935–1975)
استخدمت المستعمرات البرتغالية شعارات نبالة خاصة بها رسميًا في عام 1935. اتبع شعار تيمور البرتغالية نفس الشكل الذي اتبعته المستعمرات البرتغالية الأخرى، حيث مُثل الإقليم بالصليب الدومينيكي بالأبيض والأسود رمزاً للدور الذي لعبته الدومينيكانية في تحويل التيموريين الشرقيين إلى الكاثوليكية.

شعار البرتغال استخدم تيمور البرتغالية (1520-1975)
شعار تيمور البرتغالية (1933-1935)
شعار تيمور البرتغالية (8 مايو 1935 - 11 يونيو 1951)
شعار تيمور البرتغالية (11 يونيو 1951 - 28 نوفمبر 1975)
شعار تيمور البرتغالية المصغر (1935-1975)

### إعلان الاستقلال من جانب واحد (1975)
بعد إعلان تيمور الشرقية الاستقلال من جانب واحد في 28 نوفمبر 1975، استخدمت جمهورية تيمور الشرقية الديمقراطية شعارًا وطنيًا مشابهًا للشعار الحالي الذي اعتمد في عام 2007.

شعار جمهورية تيمور الشرقية الديمقراطية (1975-1976)

### الاحتلال الإندونيسي (1975-1999)
غزت إندونيسيا تيمور الشرقية في 7 ديسمبر 1975، وأنشأت حكومة عميلة وضمت تيمور الشرقية في العام التالي تحت اسم تيمور تيمور. كان لمقاطعة تيمور تيمور شعارها الخاص الذي تكون من درع ذهبي يحتوي على أكاليل من القمح والقطن يحيطان بدائرة زرقاء به غطاء رأس تيموري تقليدي (كايبوك) ويحمل الشعار يحمل كلمات تيمور تيمور، وفوق الدرع شعار Houri Otas, Houri Wain, Oan Timor Asswa'in الذي يترجم إلى منذ العصور الماضية ومن اليوم نحن المحاربون التيموريون. وفوق الدرع نجمة زرقاء.

شعار مقاطعة تيمور تيمور أثناء الاحتلال الإندونيسي (1976-1999)

### إدارة الأمم المتحدة لتيمور الشرقية (1999-2002)
استخدمت تيمور الشرقية التي تديرها الأمم المتحدة شعار الأمم المتحدة مع كلمات إدارة الأمم المتحدة الانتقالية في تيمور الشرقية. استخدمت الإدارة الانتقالية الأولية التي تشكلت شعارًا في يوليو 2000 وبعد الانتخابات التي أجريت في أغسطس 2001 ، استخدمت الحكومة الانتقالية المنشأة شعارًا جديدًا.

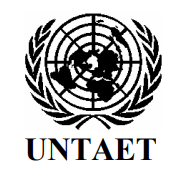
شعار تيمور الشرقية التي تديرها الأمم المتحدة (1999-2002)
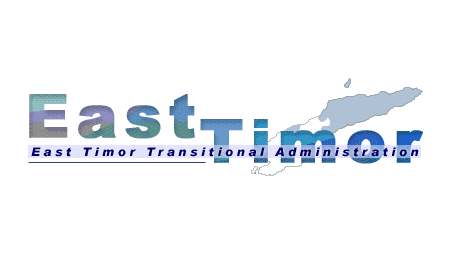
شعار تيمور الشرقية التي تديرها الأمم المتحدة (2000-2001)
شعار تيمور الشرقية التي تديرها الأمم المتحدة (2001-2002)

### الاستقلال (2002-2007)

شعار تيمور الشرقية (2002-2007)